# 20 años (álbum de Alejandro Lerner)
20 años es el álbum en vivo del cantante argentino Alejandro Lerner lanzado en 1999. En ese mismo año vuelve a ganar el Premio Martín Fierro con su canción Campeones de la vida, que la incluye en su compilado de éxitos.

## Canciones
1. «Campeones de la vida»
2. «Juntos para siempre»
3. «Por un minuto de amor»
4. «Conclusiones de mi vida»
5. «Todo a pulmón»
6. «Secretos»
7. «Volver a empezar»
8. «La balanza del bien y del mal»
9. «Cuatro estrofas»
10. «No hace falta que lo digas»
11. «Por tantas cosas»
12. «Nena neurótica»
13. «Mil veces lloro»
14. «Algunas frases»
15. «Para quererme bien»